# Демпо (футбольный клуб)
«Демпо» (англ. Dempo Sports Club) — индийский футбольный клуб из города Панаджи, выступающий в I-League. Основан в 1968 году. Домашние матчи проводит на стадионе «Фаторда», вмещающем 35 000 зрителей. Демпо входит в число лидеров индийского футбола современности.

## Достижения
- Чемпион Индии (4):

2005, 2007, 2008, 2010
- Обладатель Кубка Индии (1):

2004
- Обладатель Суперкубка Индии (1):

2008
- Обладатель Дюранд Кап (1):

2006